# Formosaphis micheliae
Formosaphis micheliae är en insektsart som beskrevs av Takahashi, R. 1925. Formosaphis micheliae ingår i släktet Formosaphis och familjen långrörsbladlöss. Inga underarter finns listade i Catalogue of Life.